# Johannes Espelund
Johannes „Johs“ Espelund (* 20. Februar 1885 in Rakkestad; † 20. April 1952 in Oslo) war ein norwegischer Sportschütze. 

## Biografie
Johannes Espelund belegte bei den Olympischen Sommerspielen 1912 in Stockholm im Dreistellungskampf mit dem Armeegewehr den 81. Platz.